# Schlingertank
Ein Schlingertank ist ein mit Wasser gefüllter Tank im Rumpf eines Schiffes, der Schwankungen um die Längsachse (das sogenannte Rollen) dämpfen soll.
Der Schlingertank wurde von Hermann Frahm erfunden und nach ersten im Jahr 1889 auf dem Schiff City of New York durchgeführten Versuchen 1912 erstmals im Dampfer Laconia fest eingebaut.
Das System ist im Prinzip ein Wasserpendel, das auf die Eigenresonanz des Schiffes abgestimmt ist. Es besteht aus zwei an den Längsseiten des Schiffes angebrachten Tanks, die möglichst hoch liegen und mit Rohren verbunden sind.
Regen seitlich auftreffende Wellen das Schiff zum Rollen an, ist im Resonanzfall die Phase der Schiffsschwingung um 90° gegen die der anstoßenden Wellen verschoben. Das rollende Schiff lässt nun seinerseits das Ballast-Wasser zwischen den beiden Tanks hin- und herströmen. Falls die Eigenfrequenz dieses Wasserpendels (beeinflussbar über Wassermenge und Rohrquerschnitt) mit der Eigenfrequenz des Schiffes übereinstimmt, ergibt sich eine weitere Phasenverschiebung um 90°. Insgesamt folgt, dass die Phasen der seitlich auftreffenden Wellen und der Tankwasserschwingung um 180° verschoben sind. Die gegenphasigen Drehmomente heben sich auf, was sich in deutlicher Dämpfung der Schlingerbewegung des Schiffes um die Längsachse auswirkt.
Da sowohl die Schwingungsfrequenz des Schiffsschlingerns als auch die der Umströmung des Schlingertankwassers von der Amplitude der Schiffsschwingung abhängen, ist das Zusammenspiel komplex.